# Karel Vašák
Karel Vašák (26. června 1929 – 1. května 2015, Štrasburk) byl česko-francouzský univerzitní profesor se zaměřením na lidská práva.
Vašák se narodil v Československu, ale později se přestěhoval do Francie, kam odjel studovat práva. Po komunistickém převratu v Praze v únoru 1948 zůstal v emigraci. Získal francouzské občanství a poté pracoval v různých funkcích pro Radu Evropy.
V roce 1969 se stal prvním ředitelem Mezinárodního ústavu pro lidská práva se sídlem ve Štrasburku. Tuto pozici opustil roku 1980. Působil jako ředitel divize pro lidská práva a mír a později jako právní poradce UNESCO a Světové organizace cestovního ruchu.
Karel Vašák je autorem často citovaného dělení lidských práv na tři generace.
Zemřel 1. května 2015 ve Štrasburku.